# Fossa Storta
La Fossa Storta è un corso d'acqua del Veneto.
Si tratta di un canale di scolo e si origina a nord di Peseggia. Attraversa il centro di Mogliano Veneto (dove il suo corso è a tratti sotterraneo) quindi entra in comune di Marcon dove sfocia nel Dese (località Praello).

Il toponimo si riferisce alla tortuosità del suo corso, cosa particolarmente evidente tra la località Torni di Mogliano e Marcon.
Il suo bacino ricade nella competenza del consorzio di bonifica Acque Risorgive. Attualmente questo ente si sta adoperando per la riqualificazione ambientale della Fossa Storta creando un'area di fito-biodepurazione da integrare con le ex cave del Praello, notevole riserva naturale posta verso la fine del corso. In effetti questo canale presenta un elevato tasso di inquinamento (alte concentrazioni di fosfati), legato al fatto che gran parte del suo bacino è urbanizzato.

## Galleria d'immagini

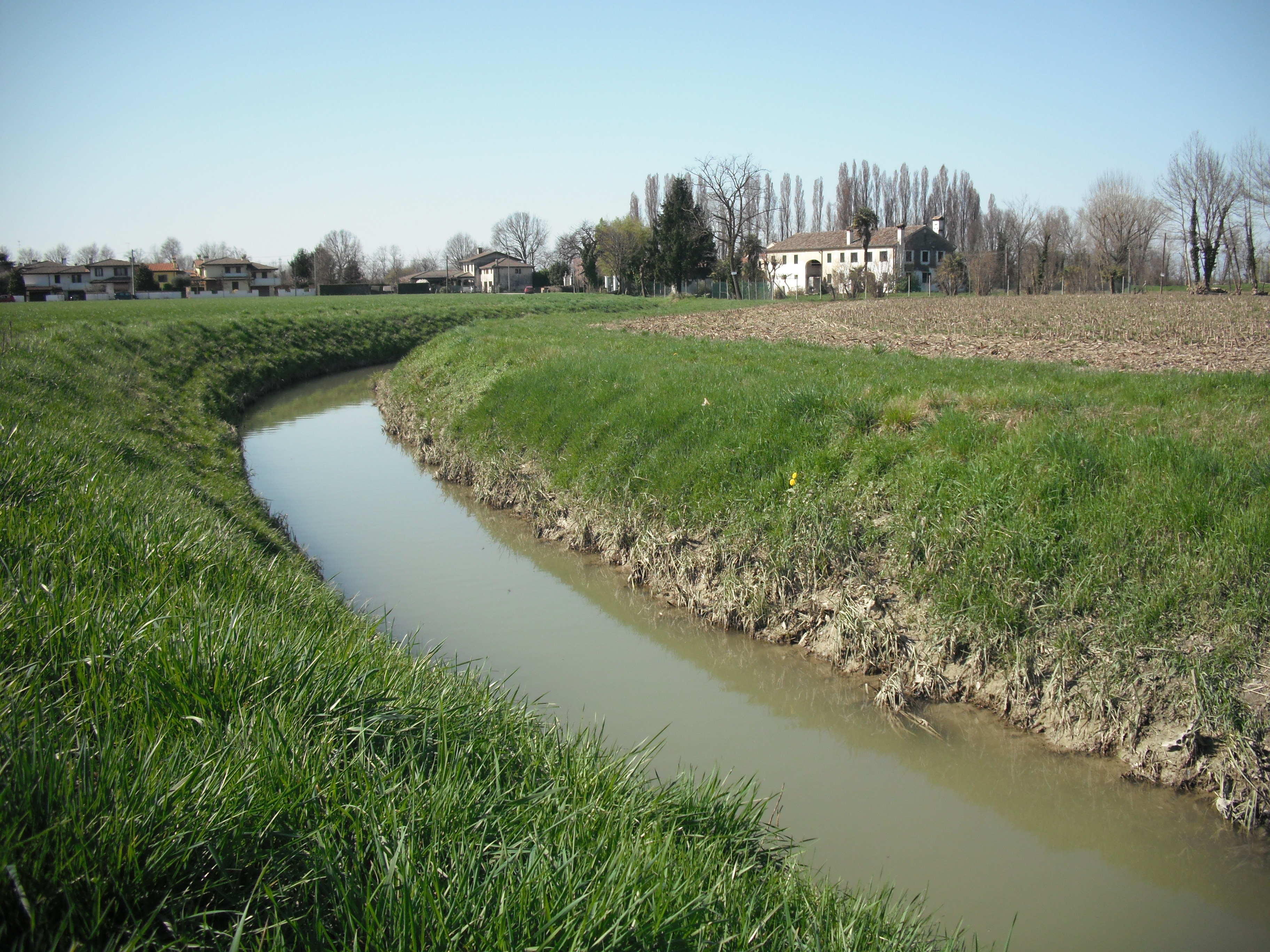
La Fossa Storta a Mogliano, nei pressi della ferrovia Venezia-Udine.